# Der neue Geist des Kapitalismus
Der neue Geist des Kapitalismus ist der Titel eines 1999 – im französischen Original: Le nouvel Ésprit du Capitalisme – erschienenen Buches der französischen Sozialwissenschaftler Luc Boltanski und Ève Chiapello über den Charakter und die Veränderungen ideologischer Rechtfertigungen des Kapitalismus. Empirische Basis des Buches ist die systematische Auswertung der zeitgenössischen Managementliteratur.
Der Titel wurde in bewusster Anknüpfung an Max Webers berühmte Abhandlung Die protestantische Ethik und der „Geist“ des Kapitalismus gewählt.

## Inhalt
Die Verfasser wollen in ihrem Buch den ideologischen Veränderungen im Wandel des Kapitalismus nachgehen und den aktuellen „Geist“ des Kapitalismus aufdecken. Das Buch ist im Wesentlichen eine Ideologiekritik, wobei die Verfasser den „Geist des Kapitalismus“ als eine Ideologie begreifen, „die das Engagement für den Kapitalismus rechtfertigt“, da die „Einsatzbereitschaft der Belegschaft“ nicht allein über Lohnanreize und Zwangsmaßnahmen zu erreichen sei. Solange man die Ideologien außer Acht lasse, könne man den „Fortbestand des Kapitalismus als Koordinationsmodus des sozialen Handeln und als Lebenswelt“ nicht verstehen.
Als zentralen Untersuchungsschwerpunkt betrachten die Autoren, „wie eine Lebensform im Einklang mit den Akkumulationserfordernissen beschaffen sein muss, damit eine große Anzahl von Akteuren sie als lohnenswert betrachtet“. Vornehmlich im „Managementdiskurs“, der sich in erster Linie an die Führungskräfte und Ingenieure wendet, sehen die Autoren den Geist des Kapitalismus beheimatet. Der kapitalistische Geist wird auch mit einem „Rechtfertigungsapparat“ gleichgesetzt, der – bei aller historischen Variabilität – dazu diene, die für eine stetige Akkumulation unerlässlichen Arbeitskräfte zu binden. Er müsse drei Erfordernissen genügen: „attraktive und aufregende Lebensperspektiven“, „Sicherheitsgarantien“ und „sittliche Gründe für das eigene Tun“.
Die Autoren unterscheiden drei historische Etappen des kapitalistischen Geistes. Die erste verorten sie im ausgehenden 19. Jahrhundert mit der „Person des Bourgeois und Unternehmers“. Einen zweiten Höhepunkt bilden für sie die Jahre 1930 bis 1960, in denen die Organisation, „das große, zentralisierte, durchbürokratisierte und gigantomanische Industrieunternehmen“ mit dem „Firmendirektor“ im Mittelpunkt steht. Abgelöst wurde diese Periode durch einen globalisierten „Konzernkapitalismus“, der auf neuen Technologien beruht.
Als einen wichtigen „Motor für die Veränderungen des kapitalistischen Geistes“ betrachten die Autoren die Kritik; sie liefere die Rechtfertigungsmuster, die ihn attraktiv machen.
Nach Ansicht der Autoren speise sich die Kritik aus vier Quellen der Empörung:
1. Quelle der Entzauberung und der fehlenden Authentizität der Dinge, Menschen, Gefühle,
2. Quelle der Unterdrückung durch die Herrschaft des Marktes und die Abhängigkeitsverhältnisse im Arbeits- und Berufsleben,
3. Quelle der Armut in der Arbeiterschaft und der Ungleichheiten,
4. Quelle von Opportunismus und Egoismus mit der Folge der Unterminierung des gesellschaftlichen Zusammenhalts.[12]

Sie differenzieren zwischen einer Sozialkritik und einer Künstlerkritik am Kapitalismus. Die erste besagt, dass der Kapitalismus sozial ungerecht sei, die zweite, dass er die Selbsttätigkeit der autonomen Subjekte unterdrücke. Beide Kritiken ordnen sie unterschiedlichen Quellen und Trägergruppen zu. Die Künstlerkritik hat ihren Ursprung in der Lebensform der Bohème und speist sich vornehmlich aus den ersten beiden Quellen. Die Sozialkritik ist sozialistischen und marxistischen Ursprungs, die sich aus den beiden letzten Quellen speist.
Anhand des systematisch aufwändigen Vergleichs einer umfangreichen Managementliteratur zum Thema „Führungspersonal“ aus den 1960er und aus den 1990er Jahren ziehen die Autoren den Schluss, dass „der Kapitalismus im Laufe der letzten dreißig Jahre zu weiten Teilen seinen Geist verändert hat“. Die Veränderungen im Neomanagement werden interpretiert als Aufnahme der Künstlerkritik mit den beiden ihr zugeordneten Quellen der Empörung. Deren Bedürfnisse nach Authentizität und Freiheit würde insofern Rechnung getragen, als der neue Geist Eigenschaften wie „Autonomie, Spontaneität, Mobilität, Disponibilität, Kreativität, Plurikompetenz (...), die Fähigkeit, Netzwerke zu bilden“ als Erfolgsgarantien herausstelle; sie seien „direkt der Ideenwelt der 68er entliehen“.

## Primärtext
- Luc Boltanski, Ève Chiapello: Le nouvel Esprit du Capitalisme. Editions Gallimard, Paris 1999, ISBN 2-07-074995-9.
- Luc Boltanski, Ève Chiapello: Der neue Geist des Kapitalismus. UVK, Konstanz 2003, ISBN 3-89669-991-1.
- Luc Boltanski, Ève Chiapello: The New Spirit of Capitalism. Verso, London / New York, NY 2007, ISBN 978-1-84467-165-6.

### Rezeption
- Ruth Rosenberger, Rezension von: Luc Boltanski, Ève Chiapello, Der neue Geist des Kapitalismus, Aus dem Französischen von Michael Tillmann, Konstanz, UVK, 2003 (pdf; 60 kB)

## Weblink
- „Was ist der ‚neue Geist‘ des Kapitalismus?“ – Interview mit Ève Chiapello